# Juan Bautista Porcar Ripollés
 (avril 2023).
Juan Bautista Porcar Ripollés (né le 8 avril 1889 à Castelló de la Plana et décédé le 3 octobre 1974 dans le même lieu) est un peintre et sculpteur espagnol, et celui qui a fait la découverte des peintures rupestres du ravin Gasulla, à Ares del Maestra.

## Biographie
Il est né au sein d'une humble famille de laboureurs. Jusqu'à 17 ans il a alterné les travaux agricoles et le travail artistique. Sa première formation picturale, il l'a reçue du peintre de Castellon Vicent Castell qui l'admet dans son atelier en 1905.
L'année suivante, il s'installe à Valence avec une bourse du Conseil provincial pour poursuivre ses études à l'Académie royale des beaux-arts de San Carlos de Valence. De 1910 à 1914, il étudie à l'Académie royale catalane des beaux-arts de Sant Jordi à Barcelone, où il entre en contact avec les milieux artistiques de la capitale catalane, notamment le Cercle Artístic de Sant Lluc et la galerie La Pinacothèque, où il expose souvent individuellement (1924, 1925, 1927 et 1929-1936), en même temps qu'il commence à abandonner la sculpture pour se consacrer totalement à la peinture.
En 1915, il rentre à Castelló de la Plana, et y fonde l'Agrupació Ribalta, formée par de jeunes artistes et intellectuels, dans le but de revitaliser l'atmosphère culturelle de la ville ; le groupe centre son intérêt sur la peinture naturelle du paysage. Sa première exposition individuelle, il la réalise à Barcelone en 1927. Il participe à de grands concours internationaux et expose à Barcelone, Venise, Oslo, Buenos Aires, Paris, Valence et Madrid. Dans cette dernière ville, en 1954, il remporte la première médaille à l'Exposition nationale des beaux-arts ce qui lui apportera beaucoup de prestige jusqu'à la fin de sa vie. Un jour, un marchand d'art valencien voulut lui acheter toute son œuvre, Porcar s'y est refusé, en lui répondant avec ironie : « Lorsque j'ai connu la faim dans mon enfance j'aurais voulu qu'ils m'achètent un tableau, mais maintenant  je n'ai plus besoin de les vendre[réf. nécessaire]. »
Ses thématiques préférées étaient les nens (enfants qui se reposaient ou réalisaient des jeux), les portraits, les peintures rupestres et, surtout, les paysages. Dans la ligne du réalisme évolué, les paysages de Porcar se distinguent par la juste proportion de la lumière, l'étroitesse des horizons face à l'ampleur des ciels, le coup de pinceau relâché et la tendresse pour le terroir dans les thèmes choisis (pinèdes, marais, passages à niveau, scènes portuaires).

## Archéologie
Son activité picturale s'est vu complétée par un engagement parallèle dans la recherche archéologique ; il en est récompensé en 1933, lorsqu'il découvre, en compagnie d'Eduard Codina et de Gonçal C. Espresati, les peintures rupestres du ravin de Gasulla, à Ares del Maestrat, œuvres qu'il a calquées et copiées, nous laissant ainsi une témoignage capital encore exploité par les spécialistes à l'époque actuelle. Il a ainsi pu collaborer avec des scientifiques de la taille d'Hugo Obermaier et Henri Breuil.
Membre du Comité international de l'art rupestre, il a été un collaborateur actif de la Societat Castellonenca de Cultura, publiant dans son Bulletin de quarante articles sur l'archéologie et les peintures rupestres. Il a également réalisé, à travers des conférences, une tâche importante de diffusion de l'art rupestre des régions du nord du Pays valencien.